# Titularbistum Aquae in Dacia
Aquae in Dacia (ital.: Acque di Dacia) ist ein Titularbistum der römisch-katholischen Kirche.
Es geht zurück auf einen früheren Bischofssitz in der heutigen Stadt Călan, die sich in der römischen Provinz Dacia bzw. in der Spätantike Dacia ripensis befand. Dieser Bischofssitz war der Kirchenprovinz des Titularerzbistums Ratiaria angeschlossen.
| Titularbischöfe von Aquae in Dacia |                                |                                                   |                   |                    |
| Nr.                                | Name                           | Amt                                               | von               | bis                |
| 1                                  | Tomislav Jablanović            | Weihbischof in Vrhbosna (Bosnien und Herzegowina) | 16. November 1970 | 10. September 1986 |
| 2                                  | Martin Luluga                  | Weihbischof in Gulu (Uganda)                      | 17. Oktober 1986  | 8. Februar 1990    |
| 3                                  | Serafim Shyngo-Ya-Hombo OFMCap | Weihbischof in Luanda (Angola)                    | 26. März 1990     | 29. Mai 1992       |
| 4                                  | Josef Kajnek                   | Weihbischof in Hradec Králové (Tschechien)        | 4. November 1992  |                    |